# Barmstedt
Barmstedt est une ville de l'arrondissement de Pinneberg appartenant au Land du Schleswig-Holstein, en Allemagne.

## Personnalités liées à la ville
- Friedrich von Moltke (1852-1927), homme politique né à Barmstedt.

## Jumelages
- Roissy-en-Brie (France) depuis juin 1980[1]
- Oakham (Angleterre) depuis 1987[2]
- Middelfart (Danemark) depuis avril 1989[3]